# Programa espía

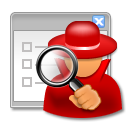
Icono de HijackThis.

El programa espía (en inglés spyware) es un malware que recopila información de una computadora y después transmite esta información a una entidad externa sin el conocimiento o el consentimiento del propietario del computador.
El término spyware también se utiliza más ampliamente para referirse a otros productos que no son estrictamente spyware. Estos productos, realizan diferentes funciones, como mostrar anuncios no solicitados, recopilar información privada, redirigir solicitudes de páginas e instalar marcadores de teléfono y también existe un virus espía en el que el aparato electrónico puede controlar el celular la persona denominada cracker segundo plano sin que el usuario se llegue a enterar de que tiene ese virus.
Un programa espía típico se autoinstala en el sistema afectado de forma que se ejecuta cada vez que se pone en marcha el ordenador (utilizando CPU y memoria RAM, reduciendo la estabilidad del ordenador), y funciona todo el tiempo, controlando el uso que se hace de Internet.
Sin embargo, a diferencia de los virus, no se intenta replicar en otros ordenadores.
Las consecuencias de una infección de un programa espía moderada o severa (aparte de las cuestiones de privacidad) generalmente incluyen una pérdida considerable del rendimiento del sistema (hasta un 50 % en casos extremos), y problemas de estabilidad graves (el ordenador se queda "colgado"). También causan dificultad a la hora de conectar a Internet.
Algunos ejemplos de programas espía conocidos son Gator o Bonzi Buddy.
Este nombre viene dado de las palabras en idioma inglés spy que significa espía, y ware que significa artículo,  mercancía.

## Ejemplos
La firma de seguridad informática Webroot publicó un listado del peor spyware del 2004[cita requerida] (el más peligroso y difundido), basado en la información recogida por su programa de rastreo Spy Audit. Estas son las principales amenazas:
CoolWebSearch (CWS)Toma el control de Internet Explorer, de manera que la página de inicio y las búsquedas del navegador se enrutan a los sitios web de quien controla el programa (por ejemplo, a páginas pornográficas).
Gator (también conocido como Gain)Es un programa adware que abre ventanas emergentes de publicidad en Internet Explorer, con base sin las preferencias del usuario. Se aloja secretamente al instalar otras aplicaciones gratuitas, como Kazaa.
Internet OptimizerSus autores se adueñan de las páginas de error del navegador (por ejemplo, las que aparecen cuando se trata de entrar a una dirección inexistente) y las redireccionan a las que ellos controlan.
PurityScanEs una aplicación que se baja voluntariamente que promete borrar imágenes pornográficas que se encuentran en el disco duro, pero en realidad llena de ventanas publicitarias el navegador.
n-CASEAl igual que Gator, se instala secretamente con otras aplicaciones, y abre numerosas ventanas emergentes cuando conoce los hábitos de navegación del usuario.
Transponder o vx2Viene incluido en ciertas aplicaciones gratuitas. Se incrusta en Internet Explorer para monitorear los sitios visitados, los nombres de usuario y datos de formularios; emplea esa información para enviar publicidad personalizada.
ISTbar/AUpdateEs una barra que se instala en Internet Explorer (de apariencia similar a Google Toolbar y otras barras legítimas); supuestamente hace búsquedas en sitios pornográficos, pero en realidad secuestra el navegador para direccionarlo a ciertas páginas web.
KeenValueEs otro programa adware que despliega ventanas emergentes publicitarias.
Perfect KeyloggerMonitorea y graba todos los sitios web visitados, las contraseñas y otra información que se escribe en el teclado. Eso permite robar información confidencial del usuario.
TIBS DialerEs un marcador telefónico automático. Conecta el PC, sin que el usuario se dé cuenta, con sitios y servicios pornográficos que no son gratuitos.

## Prevención
Cuatro consejos: instale al menos dos de estas herramientas, úselas frecuentemente y actualice sus bases de datos por Internet (es un proceso similar al de los antivirus).  
Instale herramientas antispywareEstas son tan importantes como el firewall o los antivirus. Webroot ofrece una de las más premiadas: Spy Sweeper, que cuesta 30 dólares. Pero también hay aplicaciones gratuitas que funcionan muy bien: Malwarebytes Anti-Malware y Spybot hacen un excelente trabajo al eliminar el spyware, mientras que SpywareBlaster instala programas residentes que evitan la descarga involuntaria de spyware.
Active el cortafuegosEste programa, que actúa como una especie de muro de contención, impide el ingreso de programas clandestinos a su PC desde Internet.
Use un bloqueador de ventanas emergentesMuchos navegadores modernos tienen la capacidad de impedir que los sitios muestren ventanas emergentes. Esta función puede ser configurada para estar siempre activa o alertar cuando un sitio intente mostrar una ventana emergente.
Sospeche al instalar nuevos programasSi no es un complemento que reconoce como Quicktime, Adobe Flash o Java, lo mejor es rechazar la instalación hasta que se sepa que es de confianza. Los sitios de hoy son lo suficientemente sofisticados como para realizar todas o casi todas las acciones dentro del navegador, requiriendo sólo un mínimo de complementos.
Use el botón Cerrar para cerrar las ventanas emergentesConozca las alertas de su sistema reales para poder distinguir las falsas. Evite los botones como "Cancelar" o "No gracias". En su lugar cierre la ventana con el botón Cerrar "X" en la esquina de la barra de título.